# Hydrologisches Dreieck
Das hydrologische Dreieck ist ein Verfahren zur Erstellung eines Grundwassergleichenplans. Ebenso kann mit diesem Verfahren schnell die Grundwasserfließrichtung ermittelt werden.

## Voraussetzungen
Für die Anwendung dieses Verfahrens muss an mindestens drei Beobachtungspegeln oder -brunnen eine Stichtagsmessung zur Höhenlage der Grundwasseroberfläche über NN durchgeführt werden. Außerdem müssen alle Messstellen in ihrer Lage bekannt sein. Es muss sichergestellt werden, dass alle Pegel in den gleichen Aquifer abgeteuft sind, um Fehlinterpretationen der Messwerte zu vermeiden. Weiterhin sollte der Grundwasserleiter weitgehend homogen in seiner Durchlässigkeit und im Messgebiet weitgehend gleich in seiner Mächtigkeit sein. Ebenso sollte ein geringer hydraulischer Gradient von < 1 % und somit ein nahezu horizontaler Fluss vorliegen.

## Verfahrensdurchführung

Beispiel eines hydrologischen Dreiecks

Um die Grundwassergleichenpläne zu erstellen, werden drei der Messstellen zu einem Dreieck verbunden. Danach werden linear die Höhendifferenzen des gemessenen Grundwasserspiegels über die Abstände von je zwei Pegeln verteilt und auf der jeweiligen Dreieckseite interpoliert. So würde bei einem Abstand von z. B. 100 m und einer Höhendifferenz des Grundwasserspiegels von 1 m, aller 10 m Strecke 0,1 m auf die Höhe des Pegels mit der niedrigeren Grundwasserspiegellage addiert werden. Nach der Erstellung des Dreiecks mit den höhengleichen Punkten werden die Punkte gleicher Höhe verbunden. Die entstandenen, parallelen Geraden stellen Grundwasserhöhengleichen dar. Senkrecht zu diesen Grundwasserhöhengleichen verläuft die Grundwasserfließrichtung von der höchsten zur niedrigsten Grundwassergleiche.
Um einen typischen Grundwassergleichenplan mit geschwungenen Grundwassergleichen zu entwickeln, sind mehrere Messstellen nötig. Es ist möglich, über den konstruierten, höhengleichen Punkten, Kurven zu interpolieren und so einen Grundwassergleichenplan zu entwickeln.